# Les Essarts-le-Roi
Les Essarts-le-Roi ist eine französische Gemeinde mit 6772 Einwohnern (Stand 1. Januar 2022) im Département Yvelines in der Region Île-de-France. Sie gehört zum Arrondissement Rambouillet und zum Kanton Rambouillet. Die Einwohner werden Essartois genannt.

## Geographie
Die Gemeinde gehört zum Regionalen Naturpark Haute Vallée de Chevreuse. Nachbargemeinden von Les Essarts-le-Roi sind Coignières im Norden, Lévis-Saint-Nom im Nordosten, Dampierre-en-Yvelines im Osten, Senlisse im Südosten, Auffargis im Süden, Le Perray-en-Yvelines im Südwesten, Les Bréviaires im Westen und Saint-Rémy-l’Honoré im Nordwesten.
Die Gemeinde besteht neben dem Hauptort aus den Ortschaften Saint-Hubert, Les Layes und Maison Neuve.

## Bevölkerungsentwicklung
| Jahr      | 1962 | 1968 | 1975 | 1982 | 1990 | 1999 | 2006 | 2011 |
| Einwohner | 1735 | 2045 | 3254 | 4876 | 5565 | 6126 | 6123 | 6298 |

## Verkehr
Les Essarts-le-Roi liegt an der Bahnstrecke Paris–Brest. Durch die Gemeinde führt die Route nationale 10.

## Sehenswürdigkeiten

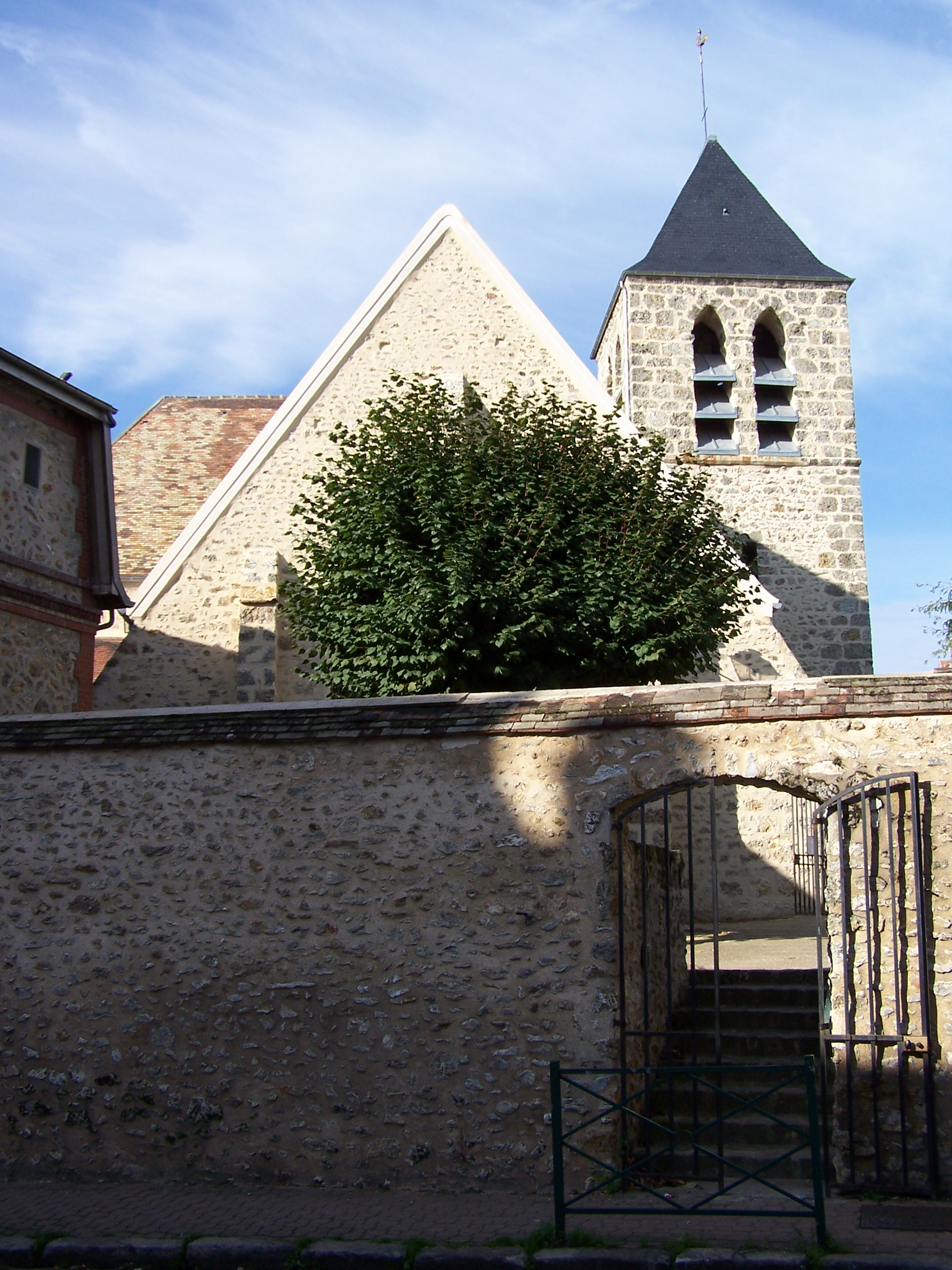
Kirche Saint-Corneille-Saint-Cyprien

- Kirche Saint-Corneille-Saint-Cyprien
- Kapelle des Layes
- Château de l’Artoire (Schloss)

## Gemeindepartnerschaften
Mit der deutschen Gemeinde Salem in Baden-Württemberg besteht eine Partnerschaft.